# Cophixalus pipilans
Cophixalus pipilans és una espècie de granota que viu a Papua Nova Guinea.